# Radiobaliza de emergencia

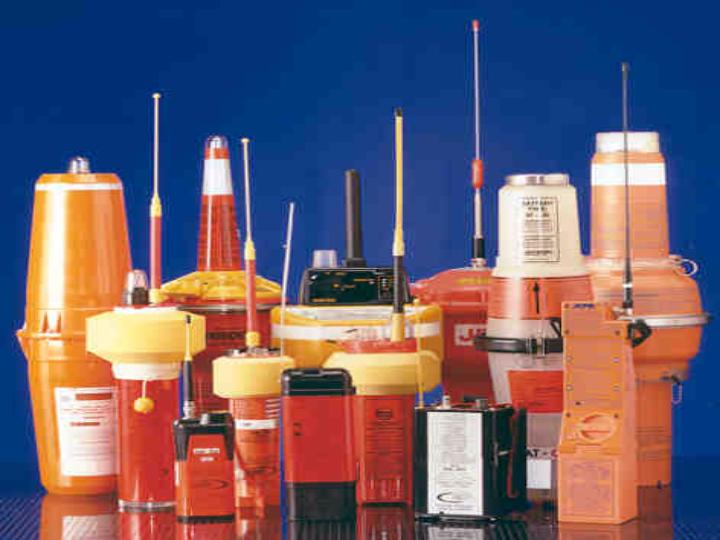
Radiobalizas EPIRB.

Una radiobaliza de emergencia es un aparato transmisor de radio utilizado en situaciones de emergencia para facilitar la localización de un barco, un avión o una persona que se encuentran en peligro. Cuando se activa, este dispositivo envía señales intermitentes con los datos que permiten la localización de personas, buques o aeronaves en la necesidad de rescate. La señal es recogida por un satélite de la red (COSPAS-SARSAT) que calcula la posición y alerta a los servicios de rescate. Los modelos más modernos pueden enviar las coordenadas, lo que agiliza el rescate.
La finalidad básica de esta tecnología es permitir el rescate más rápido posible de las víctimas, pues se sabe estadísticamente que la mayoría de las bajas sólo sobrevive los primeros días, cuando no sólo el primer día, dependiendo de la situación. Entre 1982 y 2002, este sistema permitió el rescate de cerca de 14.700 personas. En 2002, se registraron aproximadamente 82.000 usos del sistema, ayudando a muchas personas en todo el mundo.

## Tipos
Existen tres tipos:
- Navegación marítima: EPIRB-RLS (Emergency position-indicating radio beacon, Radiobaliza de Localización de Siniestros).
- Navegación aérea: ELT (Emergency Locator Transmitter).
- Uso personal: PLB (Personal Locator Beacon).

## Características
La mayoría del equipo es de colores brillantes (rojo, amarillo, naranja), resistentes al agua, mide unos 30 cm de ancho, y pesa de 2 a 5 kg . Se pueden adquirir en las tiendas náuticas o de aviación, y en algunos países en tiendas de material de montaña. Las unidades tienen una vida útil de 10 años, y se construyen para operar en condiciones severas (-40 a 40 °C) y transmitir la señal de 24 a 48 horas.
El emisor transmite  en una frecuencia entre 406 MHz a 406,1 MHz y en la frecuencia 121,500 MHz en un intervalo de 100 h a + 20 °C y la vida de la batería debe ser como mínimo de 40 horas a -40 °C. Las balizas marinas se pueden poner en funcionamiento automáticamente cuando entra en contacto con agua de mar o tan pronto como salen de su contenedor (presencia de un imán que actúa como un interruptor). También se puede activar manualmente. Las balizas de aviación se activan cuando sufren una fuerte desaceleración.
- El emisor tiene una potencia de entre 3 W y 7W a una frecuencia entre 406 MHz a 406.1 MHz en la transmisión del código digital de MMSI duración 440 ms cada 50 s.
- En 121,500 MHz, se transmite a una potencia entre 25 mW y 350 mW en modulación AM, con el sonido de una alarma, esta se utiliza para localizar la radiobaliza cuando los servicios de rescate se encuentren cerca.
- En los buques. El emisor se coloca en la parte superior de la nave (cubierta de botes) en un recipiente equipado con una unidad de liberación hidrostática, diseñada para liberarlo automáticamente cuando el barco se hunde al detectar una presión equivalente a la inmersión en una profundidad de 3 a 4 metros.
- Desde el 1 º febrero de 2009, los satélites Cospas-Sarsat ya no reciben las emisiones en las frecuencias de 121.500 MHz y 243 MHz, Siendo reemplazadas por solamente la frecuencia de 406 MHz[4]

## Escucha de la frecuencia 121,500 MHz

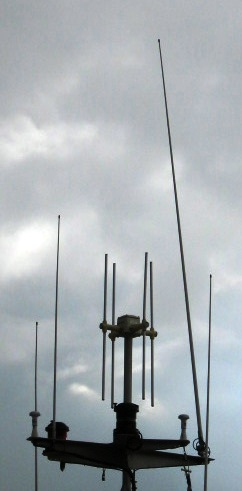
Localizador de radiobalizas de emergencia.

Esta frecuencia ya no la escucha los satélites. El seguimiento se realiza desde la superficie o desde aviones. 
La escucha de la frecuencia 121,5 MHz se realiza de forma continua durante las horas de servicio en:
- los centros de control de regional e información de vuelo;
- centros de detección y el control militar (H24 7/7);
- la torre de control de los aeropuertos;
- las oficinas de control de aproximación de los aeropuertos internacionales.

Además:
- Muchos aviones tienen un dial en la frecuencia 121,5 MHz.
- En el mar, los barcos de alta mar están equipadas, en la frecuencia 121,5 MHz, un buscador de localización de emergencia.[5] Las cuatro antenas (derecha) de la baliza de emergencia de 121,5 MHz para el efecto Doppler se alimentan uno tras otro para determinar la dirección de la estación en peligro.
- Todo buque de pasajeros cuenta con instalaciones para la transmisión y recepción de radio en el sitio, para búsqueda y rescate, en las frecuencias aeronáuticas de 121,5 MHz y 123.1 MHz ([6]).

## Tabla de la banda de 406 MHz
Tabla de los canales asignados a la banda de 406 MHz a 406.1 MHz 
| Frecuencias | Canales | Fechas de comercialización            |
| ----------- | ------- | ------------------------------------- |
| 406.025 MHz | B       | balizas construidas entre 1982 y 2001 |
| 406.028 MHz | C       | balizas construidas entre 2000 y 2006 |
| 406.037 MHz | F       | balizas construidas después de 2004   |
| 406.040 MHz | G       | balizas construidas después de 2011   |
| 406.049 MHz | J       | futuras balizas                       |
| 406.052 MHz | K       | futuras balizas                       |
| 406.061 MHz | N       | futuras balizas                       |
| 406.064 MHz | O       | futuras balizas                       |
| 406.073 MHz | R       | futuras balizas                       |
| 406.076 MHz | S       | futuras balizas                       |

La frecuencia de 121.500 MHz, siempre presente, se utiliza para guiado por radio del equipo de rescate, una vez que llegaron al lugar del accidente.

## Tipos
El tipo las radiobalizas lo determina el entorno para el que se ha diseñado para ser utilizada:
- EPIRB- RLS (baliza de emergencia para localización), para uso marítimo
- ELT (Emergency Location Transmitter) radiobaliza para avión o helicóptero
- PLB (Personal Locator Beacons) son para uso personal y su finalidad es localizar a una persona en apuros que está alejado de los servicios de emergencia normales.

### EPIRB- RLS
Se subdividen de la siguiente manera
- Categoría I - 406/121.5 MHz. Flotador libre, activa automáticamente. Detectable por satélite en cualquier parte del mundo. Reconocido por el SMSSM.
- Categoría II - 406/121.5 MHz. Al igual que en la Categoría I, con excepción de que se active manualmente. Algunos modelos también son activados por el agua.

Algunos modelos además de la señal radioeléctrica incluyen una luz estroboscópica para su mejor ubicación por medios visuales. Mediante interfaces inalámbricas, se graban en la EPIRB los datos del buque tales como señal distintiva, MMSI, etc. utilizando un código especial llamado Hex-ID; estos datos permiten identificar específicamente el buque siniestrado y son obligatorios para buques comerciales. 

### ELT
Las ELT para las aeronaves se pueden clasificar de la siguiente manera: ELT, ELT expulsado automáticamente AD, de despliegue automático de F ELT, fija AF ELT ELT fijo automático de AP, ELT portátil automático W, agua activada ELT S, la supervivencia

### PLB
Hay dos tipos de PLB
- PLB con GPS
- PLB sin GPS

## Métodos de activación
Hay dos maneras de activar una baliza:
- manualmente
- automáticamente

Las balizas de aviación se activan automáticamente en el momento del impacto al sufrir una fuerte desaceleración (fuerza G). No sería correcto utilizar una ELT de avión (que sólo registran desaceleraciones frontales) en un helicóptero: en caso de que la desaceleración sea lateral, pueden no activarse. 
Las balizas marítimas se activan al poner en contacto por el agua dos terminales incluidos al efecto, o mediante un interruptor manual.  Durante la navegación habitual se ubican en una cavidad o "cuna" donde un imán evita la activación accidental cuando la unidad está mojada por la lluvia o el agua salpicada. Al retirarla de dicha "cuna", no se dispara inmediatamente sino que debe activarse el interruptor manual (por ejemplo una vez que los náufragos están en la balsa salvavidas) o bien sumergirla en agua para que se active automáticamente. Si el buque se hunde con la radiobaliza, a los 3 o 4 m de profundidad la presión del agua provoca la liberación de esta última de su soporte, activándose automáticamente por el agua de mar. Todas las RLS modernas ofrecen los dos métodos de activación y despliegue, y por lo tanto están etiquetados como "de despliegue y activación manual y automática."

## Incompatibles con Cospas-Sarsat
- Radiobaliza Marina:[9] Canal 16. Funcionan en la banda marina, y por tanto no son detectables por satélite y estándar de los aviones.
- Radiobaliza Marina:[10] 2182 kHz. Funcionan en la banda marina, y por tanto no son detectables por satélite.
- Emisor de aviación militar de emergencia: 243 MHz[11]
- Baliza de emergencia de aviación: 121.500 MHz / 243 MHz
- Transpondedor de radar marino: 9,2 GHz a 9,5 GHz

Obsoletas
- Radiobaliza Inmarsat-E en 1646 MHz, UHF. El servicio Inmarsat está clausurado.
- tags 500 kHz[12] estas balizas trabajar en la banda de radiocomunicación, y ya no son detectables.
- Radiobaliza 8364 kHz[13] estas balizas trabajar en la banda de radiocomunicación, y ya no son detectables.
- Emisor aeronáutica: 40,5 MHz trabajar en una antigua banda aeronáutica que ya no existe. Siguen siendo detectable en la frecuencia de 121.500 MHz después de la relación armónica de rango 3 (3 x 40,5 MHz = 121,5 MHz).

## Balizas conLDScompatibles con SMSSM
Radiobalizas compatibles con el Sistema mundial de socorro y seguridad marítimos (SMSSM).
- Radiobaliza Marina estaciones de embarcaciones o dispositivos de salvamento SMSSM Zona A1 Canal 70 llamada DSC ([15])
- Radiobaliza Marina estaciones de embarcaciones o dispositivos de salvamento SMSSM Zona A2 Canal 2187,5 kHz llamada DSC ([16])
- Radiobaliza Marina estaciones de embarcaciones o dispositivos de salvamento SMSSM todas las áreas; Canal 8 414,5 kHz llamada DSC. ([17])

## Proceso de rescate
El proceso de rescate es el siguiente de forma resumida. Dependiendo del país el cuerpo encargado de las distintas operaciones difiere. 
1 - Cuando se activa la señal de 406 MHz los satélites GOES (satélites geoestacionarios), ubicado aproximadamente a 36 mil km de altitud son los primeros en recibirla, y luego por en enjambre de satélites COSPAS-SARSAT en órbita alrededor de 1000 km, que localizan la posición de la fuente de señal socorro y transmite la información a la estación de tierra. La señal de radiobaliza también contiene la identificación de la embarcación o aeronave y su código. 
2 - La estación terrestre recibe la señal y la transmite al Centro de Control de Misión. 
3 - El Centro de Control de la Misión combina la información recibida con otras recepciones de satélite, refina la ubicación, añadir información a registrar el transmisor y genera un mensaje de alerta. Este mensaje se transmite al Centro de Coordinación de Salvamento en cuya área se encuentra la señal.
4 - El mensaje de alerta a bordo de buques o aeronaves siniestrada o en peligro, son recibidas por el Centro de Salvamento que coordinan los recursos disponibles para las operaciones de búsqueda y rescate. 
5 - Se envía al SAR para localizado a las víctimas de accidentes o náufragos y rescatados.